# ساري بالداوف
ساري بالداوف (Sari Baldauf؛ كوتكا، 10 أغسطس 1955) رئيسة السابقة لشبكات نوكيا.
تحصلت بالداوف على درجة الماجستير في الاقتصاد من كلية الاقتصاد في هلسنكي عام 1979 ، وانضمت إلى نوكيا في عام 1983. وقد اختيرت في المجلس التنفيذي لمجموعة نوكيا في عام 1994.
كما تم اختيار بالداوف الشخصية التنفيذية النسائية الأكثر تأثيراً في العام 1998 من قبل مجلة فورتشن. في عام 2002 صحيفة سمت وول ستريت جورنال بالداوف بالمرأة التنفيذية الأكثر نجاحاً في أوروبا.
في 3 ديسمبر 2004 أعلنj بالداوف استقالتها من نوكيا لأسباب شخصية. وهي حاليا عضوة في المجلس التنفيذي لشركة هوليت-باكارد.

## وصلات خارجية
- ساري بالداوف على موقع مونزينجر (الألمانية)
- ساري بالداوف على موقع إن إن دي بي (الإنجليزية)